# Foro Italico
O Foro Italico (inaugurado em 1932 com o nome de Foro Mussolini) é um vasto  complexo poliesportivo localizado na base do Monte Mario em Roma, concebido e construído pelo arquiteto  Enrico Del Debbio entre 1927 e 1933 e concluído após a guerra entre 1956 e 1968 sob a condução do arquiteto  Luigi Moretti.

## Histórico
O complexo esportivo do Foro Italico, inicialmente chamado de «Foro Mussolini», foi projetado em 1927 pelo arquiteto Enrico Del Debbio. O promotor da obra foi  Renato Ricci, Subsecretário de Educação Nacional e fundador da  Opera Nazionale Balilla (ONB). Para a escolha do local onde a construir, foram inicialmente consideradas três zonas: o bairro Tiburtino, na zona onde mais tarde (1935) se ergueria a  Città universitaria, o bairro  Casal Palocco e o bairro Parioli, onde nos anos 50 a vila olímpica teria sido construída para os jogos da XVII Olimpíada em 1960; no entanto, todas as três hipóteses foram rejeitadas e uma área adjacente ao rio Tibre foi finalmente escolhida, que por meio de recuperação passou de um pântano para uma área edificável. O morro do Monte Mário, sobrejacente, que garantia ao complexo esportivo um fundo verde natural, também foi vinculado à Superintendência de Belas Artes.
As primeiras obras do complexo arquitetônico foram inauguradas em 4 de novembro de 1932: o  Palazzo H, sede da academia masculina fascista de educação física (hoje sede do comitê olímpico italiano), a Estela Mussolini, o  Stadio dei Marmi e o "Stadio dei Cipressi" (mais tarde "Stadio dei Centomila" e hoje "Stadio Olimpico").
Em 1936 e depois até 1941, Luigi Moretti, ex-autor da  Academia de Esgrima, elaborou, sem no entanto nunca realizá-los, projetos expansivos do Fórum em direção a Tor di Quinto, inserindo o plano urbano Del Debbio já concluído.

## Descrição
A entrada principal do Fórum é a sudeste, alinhada com a " ponte Duca d'Aosta": em frente a uma ampla avenida inteiramente coberta de mosaicos pretos e brancos, originalmente chamada "piazzale dell'Impero" (hoje: " Piazzale del Foro Italico"), essa "avenida" liga a praça "Fontana del Globo" (ao fundo, próxima ao estádio olímpico) à " Piazza Lauro de Bosis" na entrada, onde está localizado um enorme obelisco de mármore de Carrara com 17,5 metros de altura (base excluída) com o nome de Benito Mussolini; uma proposta feita em abril de 2015 por Laura Boldrini, então presidente da Câmara dos Deputados, para remover as inscrições: "Mussolini" e "Dux" da estela, encontrou fortes objeções de especialistas em arquitetura e história e não foi seguida.

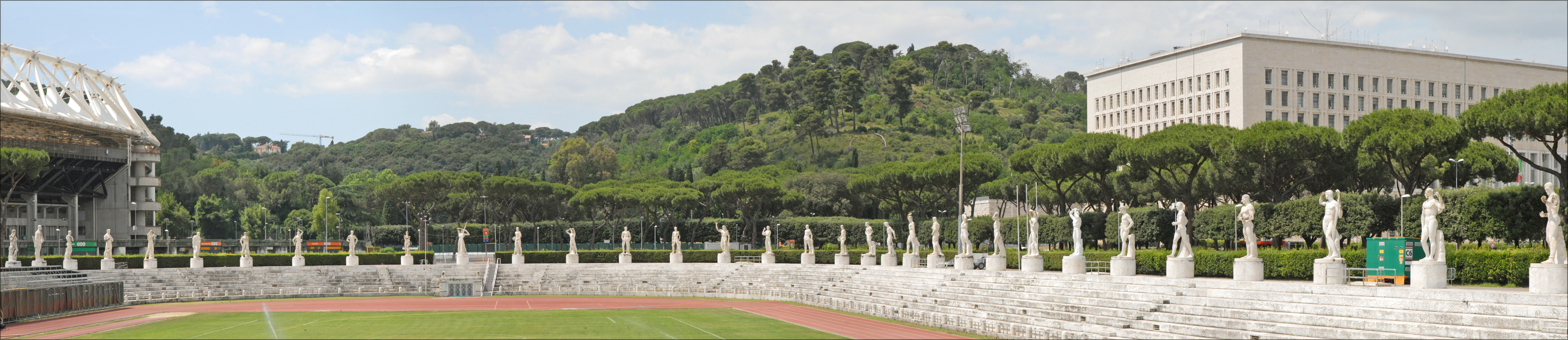
Vista do emblemático "Stadio dei Marmi" com suas características estátuas.
Ao fundo à esquerda o "Stadio Olimpico" e à direita o "Palazzo della Farnesina".

O Foro é o lar de inúmeras instalações esportivas, como a maior instalação esportiva de Roma, o "Stadio Olimpico", o ornamentado "Stadio dei Marmi" Essa instalação é decorada com estátuas que simbolizam as várias atividades esportivas, doadas pelas várias províncias da Itália e, portanto, por diferentes autores: por exemplo, a estátua dedicada ao lançamento do dardo foi doada pela província de Perúgia, enquanto a dedicada ao bola com pulseira (ou bola de parede) é devida à província de Forlì-Cesena e a dedicada à Primo Carnera foi doada pela província de Ascoli Piceno. O prédio adjacente ao "Stadio dei Marmi" que atualmente é a sede do Comitê Olímpico Nacional Italiano, foi originalmente construído para sediar a " accademia fascista maschile di educazione fisica". O Foro Italico também compreende um centro aquático construído para os Jogos Olímpicos de verão de 1960, o "Stadio del Nuoto" ("Estádio de Natação") e um centro de tênis.

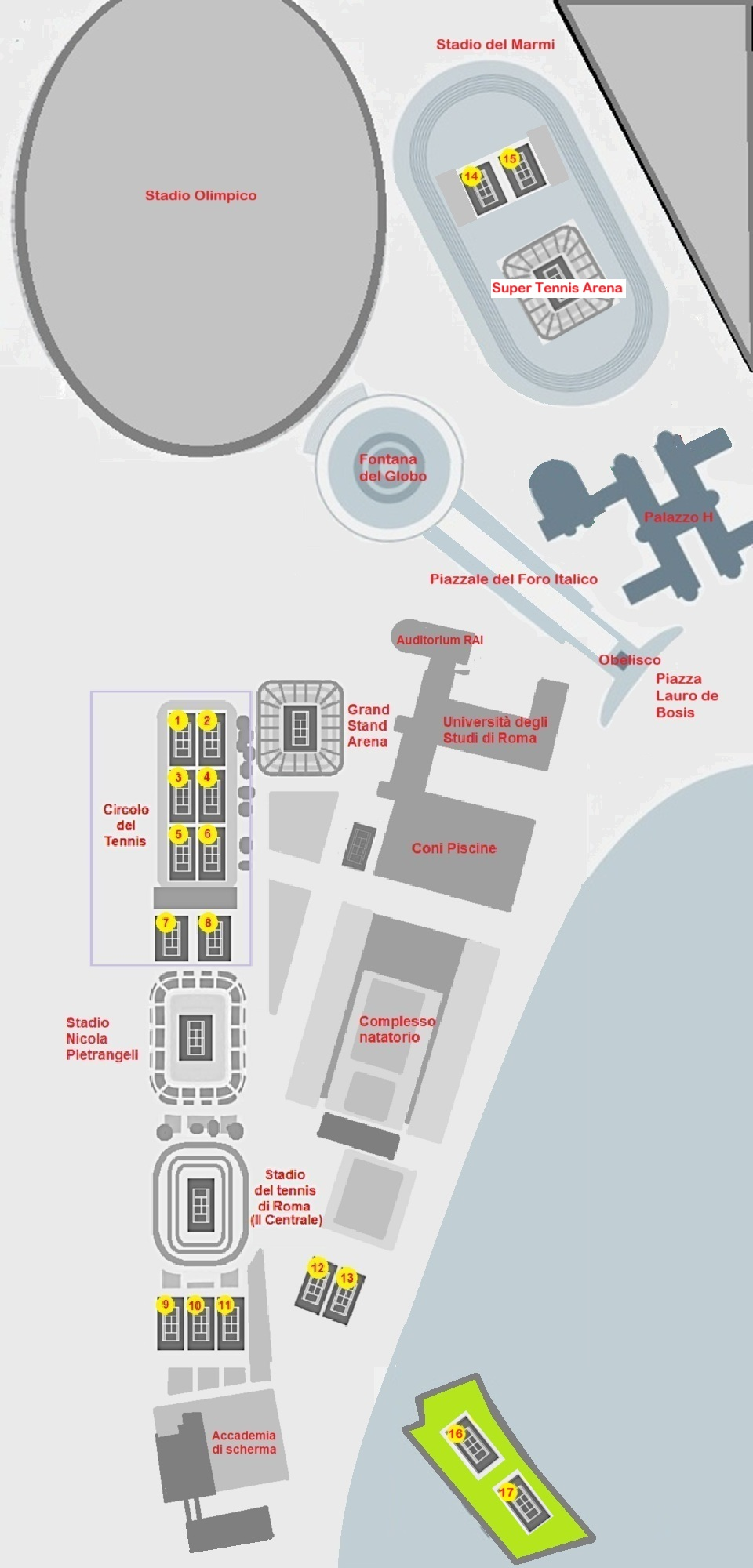
Mapa das principais instalações do Foro Italico.

O centro de ténis é uma área extensa com um total de treze campos de ténis de saibro. Atualmente existem três "quadras de espetáculos" ou estádios: a principal tinha capacidade para 8.000 espectadores; no entanto, uma nova quadra central, o Il Centrale, que pode acomodar até 10.400 espectadores, foi construído para o torneio de 2010 e inaugurado oficialmente em 27 de abril daquele ano. As outras quadras de espetáculos são a "SuperTennis Arena" e o Stadio Pietrangeli (antigo Pallacorda, 3.500 lugares).

## Na política
A prioridade dada por Mussolini à construção do Foro Italico, se deveu em parte à sua ambição de mostrar ao mundo que a Itália Fascista era capaz de construir o complexo esportivo necessário e realizar a Olimpíada de 1940 e em seguida a "Universal Exposition di Roma". Com a perda da Guerra, nenhum desses planos se materializou e o complexo teve uma destinação mais prática e menos ambiciosa.

## Instalações desportivas
O Foro Italico inclui várias instalações desportivas:       
- Stadio Olimpico
- Stadio dei Marmi
- Parque do Foro Itálico:
  -  Complesso natatorio del Foro Italico
  - Tênis
    -  Circolo del Tennis del Foro Italico
    -  Grand Stand Arena
    -  Stadio Nicola Pietrangeli
    -  Stadio del tennis di Roma
    - SuperTennis Arena (ver nota)

Nota

Para a edição de 2025 do Torneio de tênis de Roma, a área total do complexo foi ampliada, várias estruturas novas foram criadas, incluindo:
- Duas novas quadras de treino ao longo do rio Tibre.[13]
- Duas arquibancadas temporárias nas laterais do Stadio Nicola Pietrangeli, acima do nível da rua, que geraram controvérsia.[14]
- Dentro do Stadio dei Marmi (sobre a área do gramado), mais uma quadra principal, a "SuperTennis Arena" cercada por arquibancadas para 3.000 lugares e ao seu lado, mais duas quadras secundárias cada uma com uma arquibancada lateral para 800 lugares.[13]

Com isso o total de quadras de tênis passa a ser de 9 quadras de jogo e 12 de treino.